# Louis Clapisson
Antoine-Louis Clapisson (ur. 15 września 1808 w Neapolu, zm. 19 marca 1866 w Paryżu) – francuski kompozytor, skrzypek i pedagog muzyczny.

## Życiorys
Pochodził z rodziny muzyków. Kształcił się w Neapolu, następnie od 1815 roku uczył się gry na skrzypcach w Bordeaux i grał w miejscowym teatrze. W latach 1830–1833 kształcił się w Konserwatorium Paryskim u François-Antoine’a Habenecka (skrzypce) oraz Antona Reichy (kontrapunkt i fuga). Od 1832 do 1838 roku był pierwszym skrzypkiem w Opéra de Paris. Zdobył sobie sławę jako autor oper komicznych. W 1847 roku otrzymał order kawalera Legii Honorowej. W 1854 roku został wybrany na członka Académie des Beaux-Arts w miejsce wakujące po śmierci Habenecka, pokonując Hectora Berlioza. Od 1861 roku wykładał harmonię w Konserwatorium Paryskim. Zgromadził kolekcję dawnych instrumentów, przekazaną później konserwatorium.
Był autorem ponad 200 pieśni, które poprzez czerpanie z tematyki średniowiecznej stanowią przykład romantyzmu we francuskiej liryce wokalnej.

## Opery
(na podstawie materiałów źródłowych)
- La figurante, ou L’amour et la danse (wyst. Paryż 1838)
- La symphonie, ou Maître Albert (wyst. Paryż 1839)
- La perruche (wyst. Paryż 1840)
- Le pendu (wyst. Paryż 1841)
- Frère et mari (wyst. Paryż 1841)
- Le code noir (wyst. Paryż 1842)
- Les bergers trumeaux (wyst. Paryż 1845)
- Gibby la cornemuse (wyst. Paryż 1846)
- Don Quixotte et Sanche (wyst. Paryż 1847)
- Jeanne la folk (wyst. Paryż 1848)
- La statue équestre (1850, niewystawiona)
- Les mystères d’Udolphe (wyst. Paryż 1852)
- La promise (wyst. Paryż 1854)
- Dans les vignes (wyst. Paryż 1854)
- Le coffret de Saint Domingue (wyst. Paryż 1855)
- Les amoureux de Perrette (wyst. Baden-Baden 1855)
- La fanchonnette (wyst. Paryż 1856)
- Le sylphe (wyst. Baden-Baden 1856)
- Margot (wyst. Paryż 1857)
- Les trois Nicolas (wyst. Paryż 1858)
- Madame Grégoire (wyst. Paryż 1861)